# Bezimianni

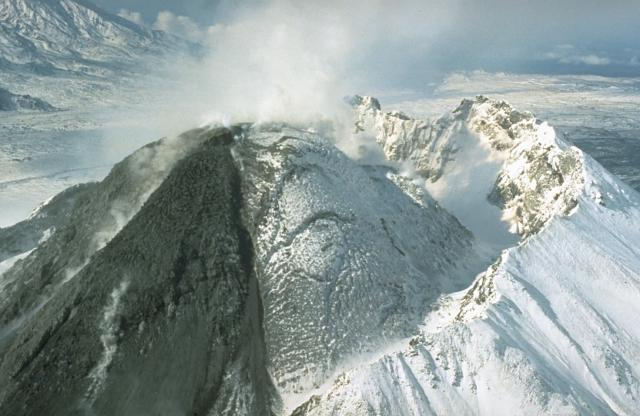
Vista del volcà Bezimianni.

Bezimianni (rus: Безымянный) és un estratovolcà actiu que es troba al centre de la península de Kamtxatka, Rússia. El cim s'eleva fins als 2.882 msnm. Es troba al sud dels volcans Kamen, Uixkovski i Kliutxevskoi, i al nord del Tolbatxik. Aquests volcans formen part del Cinturó de foc del Pacífic i s'alimenten del magma procedent de la subducció de la placa del Pacífic sota la placa d'Okhotsk.
El nom Bezimianni és un mot rus que significa literalment "sense nom", i això és així perquè fins al 1955 era considerat extint. No fou fins aquell any quan s'observà per primera vegada activitat volcànica, que culminà amb una dramàtica erupció el 30 de març de 1956. Aquesta erupció, similar a la del Mont Saint Helens de 1980, va crear una caldera de ferradura oberta al sud-est per l'esfondrament del cim i una explosió lateral associada que fa 1.300 metres d'ample per 2.800 metres de llarg i 700 metres de profunditat. Altres doms de lava són presents als flancs sud i sud-oest del volcà.
El volcà es compon principalment d'andesita calcària amb un nivell mitjà de potassi. Aquestes andesites són generalment riques en augita i/o hornblenda. També desprenia andesita basàltica i una mica de dacita.

## Història
El Bezimianni es començà a formar fa uns 4.700 anys sobre les restes de dos antics volcans formats a finals del Plistocè i entre els 9.000 i els 5.000 anys. Els seus dipòsits piroclàstics i les cendres presents als voltants han permès datar aquests episodis volcànics mitjançant el mètode del carboni 14.
Després d'un primer període eruptiu caracteritzat per l'emissió de laves basàltiques i andesites basàltiques que construeixen un estratovolcà, el volcà entra en un període de 2.000 anys de repòs i experimenta noves erupcions entre el 1.550 i el 1.350 aC.
La datació de les seves projeccions i cendres volcàniques per tefrocronologia i la seva comparació amb les dels volcans veïns permeten identificar altres tres períodes eruptius intercalats amb períodes de calma. Entre el 540 aC i el 250 es caracteritza per una forta activitat explosiva amb l'emissió de basalt i basalt andesític. Entre 600 i 950 augmenta l'activitat volcànica amb la formació de doms de lava que produeixen colades de lava i fluxos piroclàstics. Al final d'aquest període el volcà s'eleva fins als 3.100 metres i té un cràter de 500 metres de diàmetre. Després d'un període de calma de 1.000 anys, fins al punt de considerar-se extint, el 22 d'octubre de 1955 tornà a l'activitat. Durant els mesos previs hi hagué un episodi sísmic que va començar el 29 de setembre i va comptar amb més de 1.000 terratrèmols. L'erupció comença amb una explosió que va produir una columna eruptiva de vuit quilòmetres. Tanmateix, l'emissió de roca volcànica no és suficient per reduir la pressió a la cambra magmàtica i el volcà s'inflà, fins que el 30 de març de 1956 es produeix una violenta erupció lateral que reduirà l'altitud de la muntanya en gairebé 220 metres. L'explosió va destruir 500 km² de vegetació. Com que la regió estava deshabitada, l'explosió no va causar víctimes. L'erupció finalitzà l'1 de març de 1957, tot i que posteriorment hi ha hagut més de 50 erupcions més.